# جهانبخش کردی‌زاده

جهانبخش کردی زاده (بخشی) در مسجد دهدشتی بندر بوشهر سال ۱۳۴۹

جهانبخش کردی‌زاده مشهور به بخشو یا بخشی (۱۰ خرداد ۱۳۱۵، بوشهر –۱۹ مرداد ۱۳۵۶، شیراز) نوحه‌خوان و مداح استان بوشهر در جنوب ایران بود. او صاحب سبکی خاص و صدای استثنایی در عزاداری و سینه‌زنی سنتی بوشهر بوده‌است. وی همچنین موجب معرفی این نوع و شیوهٔ عزاداری، در سطح کشور و جهان شد.

## زندگی‌نامه

### کودکی
جهانبخش کردی‌زاده در ۱۰ خردادماه سال ۱۳۱۵ شمسی در بوشهر (محلهٔ باغ ملاّ) متولد شد. از او به عنوان «اعجوبهٔ عالم مداحی، نوحه‌خوانی و سینه‌زنی سنتی بوشهر» یاد می‌شود. وی از کودکی همراه پدرش مفتاح کردی‌زاده به مسجد امام‌زاده می‌رفت و به نوحه‌خوانی روان و دلنشین سیدعلی مهیمنیان گوش می‌داد.

### نوجوانی
جهانبخش از نوجوانی به تشویق سیدعلی مهیمنیان و خانواده‌اش در سال ۱۳۳۰ در محله تنگک رئیسی، به نوحه‌خوانی رو آورد و کم‌کم پایش به مساجد محلات دیگر باز شد و صدایش مورد توجه قرار گرفت.مهیمنیان که علاوه بر مداحی و نوحه‌سرایی، آهنگسازی نوحه‌های خویش را انجام می‌داد منبع انتقال تجربیات خوب و ارزنده‌ای برای جهانبخش کردی‌زاده شد. در اندک زمانی استعداد ذاتی، صدای بی‌نظیر و مهارت بخشو در این امر باعث شد آوازه او در سراسر شهر بپیچد و با استفاده از راهنمایی‌های استادانی همچون سیدعلی مهیمنیان، غلامرضا اصلاح‌پذیر و بویژه محمد شریفیان که از خویشاوندان وی بود، در ردیف بهترین نوحه‌خوان‌های بوشهر قرار گرفت.

## فعالیت

### شاخصهای هنری
نوع حنجرهٔ او به اعتقاد بسیاری از اهل فن از معدود حنجره‌هایی بود که در دنیای موسیقی و خوانندگی وجود داشته و دارد. آوازهٔ اجرای بی‌نظیرش باعث شد تا علاقه‌مندان زیادی از استان‌های خوزستان، کهگیلویه و بویراحمد، فارس، کشورهای حوزه خلیج فارس و حتی هنرمندان و موسیقی‌دانان فرانسوی، اروپایی و روسی برای شنیدن صدای جذاب و دلنشین او به بوشهر کشیده شوند. همچنین لوریس چکناواریان موسیقیدان، آهنگساز و رهبر ارکستر ایران و محمدرضا لطفی نوازندهٔ موسیقی اصیل ایرانی به همراه فوزیه مجد مدیر وقت سازمان رادیو تلویزیون ملی ایران برای صحبت و ضبط صدای جهانبخش کردی‌زاده به دیدار او رفتند.
وی علاوه بر اجرای زیبا و بی‌نقص نوحه‌ها و مرثیه‌های سنتی بوشهر در اجرای شروه، چاوش‌خوانی، مناجات‌خوانی، صبحدم‌خوانی، بیت‌خوانی، جنگ‌نامه‌خوانی، مصیبت‌خوانی و خیام‌خوانی نیز از تبحر خاصی برخوردار بود. از نکات برجستهٔ اجرای کردی‌زاده علاوه بر حجم صدا و زنگ حزین و گیرای نوایش می‌توان به تسلط در اجرای اوج و فرودهای شروه و تحریرهای بی‌نقصش در نوحه و واحدخوانی اشاره نمود.

### تأثیرات هنری
بسیاری از ملودی‌ها و سبک نوحه‌های وی، الهام بخش تعدادی از نوحه‌خوانان جنوب کشور و تعدادی از ترانه‌سرایان گشت که تا کنون نیز ادامه داشته‌است. از جمله ترانه معروفی با نام «ممد نبودی ببینی» که پس از آزادسازی خرمشهر، جواد عزیزی از نیروهای سپاه پاسداران در خرمشهر، در رثای محمد جهان‌آرا سرود و نخستین بار حسین فخری، از هم‌رزمان وی، آن را بر سر مزارش خواند و یک‌سال بعد نیز غلام کویتی‌پور هم‌زمان با سالگرد آزادسازی خرمشهر، آن را بازخوانی کرد. ملودی و سبک این ترانه کاملاً مشابه نوحه «لیلا بگفتا ای شه لب تشنه کامان» از محمد محزون می‌باشد که سال‌ها پیش از ترانه کویتی‌پور، توسط جهانبخش کردی‌زاده خوانده شده بود.
| لیلا بگفتا ای شه لب تشنه کامان   |  | دستم به دامان آقا الامان |
| رودم به میدان می‌رود در چنگ گرگان |  | از هجر اکبر مشکل برم جان |
| آه و واویلا کو اکبر من           |  | نور دو چشمان تر من       |

#### ثبت معنوی
صدای جهانبخش کردی‌زاده «بخشو» به عنوان صدای ماندگار با تلاش و کوشش حماسه حق پرست، رئیس انجمن موسیقی استان بوشهر در فهرست آثار معنوی و ناملموس ملی کشور به ثبت رسیده‌است.

## فیلم و مستند
وی در گوشه‌ای از سریال تلویزیونی دلیران تنگستان به کارگردانی همایون شهنواز به نوحه‌خوانی، شروه‌خوانی، شاهنامه و جنگ‌نامه‌خوانی اشعار شاعر حماسه‌سرای ایرانی، ابوالقاسم فردوسی پرداخته‌است.
ناصر تقوایی کارگردان مشهور ایرانی در سال ۱۳۴۹، در فیلم مستند خود به نام «اربعین»، از نوحه‌خوانی بخشو در مسجد دهدشتی بوشهر تصاویر منحصربه‌فردی را ثبت کرده‌است. فیلم با تصاویری از تدارک مراسم عزاداری حسین آغاز می‌شود و بعد دریا و خورشید همراه با صدای سنج و دمام گویی آغاز واقعه‌ای را خبر می‌دهند. آدم‌ها کمر می‌گیرند و صدای سینه می‌آید و بعد صدای اسطوره‌ای بخشو در کوچه‌های تاریک بوشهر می‌پیچد. همچنین در سکانسی از فیلم آرگو نیز بخش‌هایی از صدای نوحه‌خوانی بخشو مورد استفاده قرار گرفته‌است.

## درگذشت
او آخرین اجرای خود را در سال ۱۳۵۶ در حرم امام رضا انجام داد و طی آن در رثای حسین به نوحه‌خوانی پرداخت. کردی‌زاده سرانجام در روز ۱۹ مرداد ۱۳۵۶ چند روز مانده به ماه رمضان، هنگام برگشت از مشهد بر اثر سکته قلبی و مرگی مشکوک در بیمارستان نمازی شهر شیراز، درگذشت. مرگ ناگهانی کردی‌زاده اهالی بندر بوشهر را عزادار کرد و در حالی که بازار شهر به احترام او تعطیل شده بود، مردم بوشهر یکی از باشکوه‌ترین تشییع جنازه‌ها را همراه با عزاداری و سینه‌زنی در سوگ او برپا کردند. پیکر کردی‌زاده در صحن امامزاده محمدباقر بوشهر به خاک سپرده شد.

## نگارخانه

جهانبخش کردی زاده (بخشی) در مسجد دهدشتی بندر بوشهر سال ۱۳۴۹